# Tafio
En la mitología griega, Tafio (griego antiguo: Τάφιος) era un héroe, hijo de Poseidón y de Hipótoe (hija de Méstor, hijo de Perseo). Su hijo era Pterelao, al que Poseidón le concedió la inmortalidad.
Fundó la ciudad de Tafos en la isla del mismo nombre, cerca de Acarnania, y fue su rey. También dio su nombre a los Tafios, un pueblo que habitaba Tafos y las islas cercanas, que formaron parte del reino de Odiseo en la época de la Guerra de Troya.